# 日本生命 presents パートナーズ!〜私と僕の明日物語〜
『日本生命 presents パートナーズ!〜私と僕の明日物語〜』（にほんせいめいプレゼンツ パートナーズ わたしとぼくのあすものがたり）は、TOKYO FMにて2021年4月3日より放送されているラジオドラマ。日本生命の一社提供。

## 概要
東京・丸の内に拠点を構える食品輸入会社「山手ダイナミック」の第2営業部を舞台に、6人の営業マンがそれぞれもがきながら奮闘していく様子を描いていくコメディドラマ。

## 登場人物

### 株式会社山手ダイナミック

#### 第2営業部
北沢未来（きたざわ みく）〈22〉
声 - 久住琳
大崎大雅（おおさき たいが）〈25〉
声 - 大塚剛央
鶯谷桃子（うぐいすだに ももこ）〈32〉
声 - 日笠陽子
目黒凛太郎（めぐろ りんたろう）〈32〉
声 - 天﨑滉平
御徒町リサ（おかちまち リサ）〈40〉
声 - 中原麻衣
田端昭三（たばた しょうぞう）〈48〉
声 - 高木渉

## 放送日程
| 話数   | 放送日        | サブタイトル                       |
| ------ | ------------- | ---------------------------------- |
| 第1話  | 2021年4月03日 | 初めまして！                       |
| 第2話  | 4月10日       | 仕事は好きですか？                 |
| 第3話  | 4月17日       | 激論？お金の使い道                 |
| 第4話  | 4月24日       | 大人の恋                           |
| 第5話  | 5月01日       | 若者の恋                           |
| 第6話  | 5月08日       | 社会人の休日                       |
| 第7話  | 5月15日       | パブリック&プライベート            |
| 第8話  | 5月22日       | パニックinテレフォン               |
| 第9話  | 5月29日       | スーパー営業マン                   |
| 第10話 | 6月05日       | ライバルはいますか？               |
| 第11話 | 6月12日       | 芝居を止めるな！                   |
| 第12話 | 6月19日       | 夫婦の時間                         |
| 第13話 | 6月26日       | RUN！KITAZAWA！RUN！               |
| 第14話 | 7月03日       | 秘密のトオヤマート                 |
| 第15話 | 7月10日       | 責任者は……僕だ！                   |
| 第16話 | 7月17日       | Unlucky Girl                       |
| 第17話 | 7月24日       | 有給休暇バトル                     |
| 第18話 | 7月31日       | サスペンスin山手ダイナミック       |
| 第19話 | 8月07日       | 営業ノルマを越えろ！               |
| 第20話 | 8月14日       | 山手ダイナミック七不思議           |
| 第21話 | 8月21日       | 営業の極意                         |
| 第22話 | 8月28日       | Summer Challenge                   |
| 第23話 | 9月04日       | 大崎青年の事件簿                   |
| 第24話 | 9月11日       | 恋愛模様vs腸内環境                 |
| 第25話 | 9月18日       | 田端部長、コミュニケーションに悩む |
| 第26話 | 9月25日       | 山手ダイナミックのなんでもない1日  |
| 特別編 | 10月10日      | 山手ダイナミックよ永遠に…          |